# Museo archeologico di Messene
Il Museo archeologico di Messene, in Messenia, è stato costruito fra il 1968 e il 1972 in un terreno subito fuori le mura dell'antica città, donato da un privato alla Società Archeologica di Atene, che ne finanziò la costruzione. La struttura dell'edificio museale venne progettata anche seguendo le indicazioni di Anastasios Orlandos, direttore degli scavi dell'area archeologica di Messene dal 1957.

## Storia
Il Museo è un basso edificio a due piani; l'accesso avviene direttamente al piano superiore, posto al livello della strada (la struttura, infatti, sorge su un pendio). Qui, in tre sale disposte a L, nel 1977 il professor Georgios Despinis dell'Università di Salonicco, progettò l'allestimento delle sculture e dei rilievi rinvenuti a Messene durante gli scavi di Orlandos e dei suoi predecessori, Themistoklīs Sofoulīs e Georgios Oikonomou. L'opera di Despinis venne poi portata a termine dal professor Petros Themelis, direttore degli scavi di Messene dal 1987, cosicché il museo poté essere finalmente aperto al pubblico nel marzo del 2000.

## Sala A
Ospita la grande statua di Hermes che, con i suoi 2,80 m di altezza, domina la sala. È una copia romana di I secolo d.C. di un originale greco della scuola di Policleto, rinvenuta atterrata presso il suo piedistallo nel portico occidentale del Gymnnasium di Messene. Accanto ad essa è la statua acefala di Tiberius Claudius Niceratus, senatore sotto Marco Aurelio, che sul basamento reca una delle due sole iscrizioni latine rinvenute a Messene.
Un torso acefalo, proveniente anch'esso dal Gymnasium, è una copia romana di I secolo d.C. del Doriforo di Policleto.
Le vetrine della sala ospitano figurine di terracotta e placche votive provenienti dal santuario di Demetra e dei Dioscuri (VII-IV secolo a.C.) e altri materiali dall'Ekklesiasterion (III secolo a.C.).

## Sala B
Al centro di questa sala, occupata in gran parte da sculture dell'artista locale Demofonte, attivo tra il 210 e il 180 a.C., è un modellino del santuario di Asclepio. Fra le sculture che lo circondano, degne di nota sono le statue acefale di Podalirio e Macaone (entrambi figli di Asclepio e medici anch'essi), la testa e il piede sinistro di dimensioni maggiori del vero di una statua di Herakles Thebaios, la statua seduta di Cibele, la testa di una statua di Apollo e una statua frammentaria di Tyche. Completano l'esposizione della sala tre statue di sacerdotesse e quattro di fanciulle dal santuario di Artemide Orthia, nonché un gruppo che raffigura un leone che atterra un cervo, parte della ricca decorazione zoomorfa di un monumento funerario.

## Sala C
Al centro della sala è la statua di Artemide Laphria (alt. m 1,34), praticamente integra, copia romana di un probabile originale di Prassitele. La dea è raffigurata nell'atto di appoggiarsi con la mano sinistra a un tronco d'albero, mentre con la destra estrae una freccia dalla faretra. Di produzione locale, invece, sono una statua di imperatore (forse Costanzo Cloro) e braccia e gambe di una statua di Hermes, entrambe databili al IV secolo d.C..
Numerose lucerne di terracotta sono custodite all'interno delle vetrine di questa sala.
Fra gli altri oggetti esposti in questo museo, va infine ricordata una stele marmorea recante incisa una notazione musicale, una delle poche attestazioni di scrittura musicale pervenuteci dall'antica Grecia.